# Martin Bianchi
Martin Bianchi (* 11. Dezember 1934; † 11. Mai 2017) war ein deutscher Fußballspieler. Für Eintracht Frankfurt lief er in den 1950er Jahren kurzzeitig in der Oberliga Süd auf.

## Sportlicher Werdegang
Nach dem Zweiten Weltkrieg begann er als Jugendlicher mit dem Fußballspielen bei Alemannia Frankfurt. 1955 wechselte er zu Eintracht Frankfurt, wo er in der Folge vornehmlich in der Amateurmannschaft zum Einsatz kam. Unter Trainer Adolf Patek gehörte er zeitweise auch zum Kader der Oberliga-Mannschaft. Dabei debütierte er im Dezember 1956 bei der 0:1-Niederlage gegen den VfB Stuttgart am 15. Spieltag der Spielzeit 1956/57 im Ligabetrieb, als Patek ihn auf der Suche nach einer Stammformation im Fünf-Mann-Sturm anstatt dem in den vorherigen Spielen auflaufenden Hermann Hesse an der Seite von Helmut Geiger, Eckehard Feigenspan, Alfred Pfaff und Hans Weilbächer aufstellte. Bis 1958 sollte er nur einen weiteren Meisterschaftseinsatz verbuchen, ansonsten kam er in Freundschaftsspielen gegen internationale Renommeeklubs wie MTK Budapest oder lokale Amateurklubs wie die SpVgg Griesheim 02 zum Einsatz.
Nachdem Bianchi eine Spielzeit in Diensten von Borussia Fulda stand, wechselte er im Sommer 1959 zum FC Viktoria 09 Urberach. Ab 1960 spielte er wieder für Alemannia Frankfurt, wo er 1967 seine aktive Laufbahn beendete.
Später engagierte sich Bianchi im Vorstand der SG 01 Hoechst, als diese in den 1980er und 1990er Jahren lange Zeit in der dritt- und viertklassigen Oberliga Hessen spielte.